# 變腎上腺素
變腎上腺素 （metadrenaline）又称甲氧基肾上腺素、间甲肾上腺素，是腎上腺素經由儿茶酚-O-甲基转移酶（COMT）作用後產生的代謝產物。
2002年《美国医学会杂志》的一篇文章指出測量血液中的變腎上腺素類分子（包含變腎上腺素以及去甲變腎上腺素）是診斷嗜鉻細胞瘤(腎上腺髓質的新生物)的最佳方式。